# Flygplatsen i Grise Fiord
Flygplatsen i Grise Fiord (IATA: YGZ, ICAO: CYGZ) ligger i Grise Fiord, Nunavut, Kanada och drivs av regeringen i Nunavut. Den enda byggnaden på flygplatsen är ett skjul för passagerare. Flygbolagen som åker till Grise Fiord är Air Nunavit med Super King Air 200 och Kenn Borek Air som använder DHC-6 Twin Otter-flygplan. Vanligtvis går flygen till Grise Fiord från Resolute och oftast bara åkande med last med få eller inga passagerare.
Flygplatsen i Grise Fiord ligger 45 meter över havet. Terrängen runt Flygplatsen i Grise Fiord är kuperad.